# Вест Фарго (Северна Дакота)
Вест Фарго (енгл. West Fargo) град је у америчкој савезној држави Северна Дакота.

## Демографија
По попису из 2010. године број становника је 25.830, што је 10.89 (72,9%) становника више него 2000. године.
| Група             | 2000.          | 2010.          |
| Белци             | 14.312 (95,8%) | 23.840 (92,3%) |
| Афроамериканци    | 63 (0,4%)      | 515 (2,0%)     |
| Азијати           | 42 (0,3%)      | 362 (1,4%)     |
| Хиспаноамериканци | 211 (1,4%)     | 473 (1,8%)     |
| Укупно            | 14.940         | 25.830         |